# Дроздовская, Микаэла Михайловна
Микаэ́ла Миха́йловна Дроздо́вская (10 марта 1937 — 14 ноября 1978) — советская актриса кино и дубляжа.

## Биография
Родилась 10 марта 1937 года в Москве. Окончив ВГИК, стала актрисой Театра-студии киноактёра.
В кино — с 1955 года (дебютировала в фильме «За витриной универмага»). Зрителям запомнилась по кинофильмам «Добровольцы», «Семь нянек», «Бег» и другим.
При пожаре в гостиничном номере в городе Орджоникидзе (ныне Владикавказ) 7 ноября 1978 года получила сильные ожоги и спустя неделю скончалась.
Похоронена в Москве на Ваганьковском кладбище (участок № 35).

## Семья
- Муж — Вадим Семёнович Смоленский (1921—2011), кардиолог, доктор медицинских наук, профессор.
  - Дочь — Ника Дроздовская (род. 1966), детский врач-гастроэнтеролог.
  - Дочь — Дарья Дроздовская (род. 1970), актриса. После смерти матери была удочерена Аллой Будницкой. С 1993 по 2010 год состояла в гражданском браке с продюсером и телеведущим Александром Олейниковым, от которого родила двоих детей — Александра (род. 1993) и Дарью (род. 1998).

## Фильмография
1. 1955 — За витриной универмага — Юля Петрова, продавщица и комсомолка
2. 1957 — Ленинградская симфония — Ирина Бочарова
3. 1958 — Атаман Кодр — Наташа
4. 1958 — Добровольцы — Таня
5. 1959 — Я Вам пишу
6. 1960 — Наследники — Надя
7. 1962 — Семь нянек — Майя
8. 1964 — Дайте жалобную книгу — Маша
9. 1964 — До свидания, мальчики — девушка, танцующая с жестянщиком
10. 1964 — Ноль три — эпизод
11. 1964 — Жили-были старик со старухой — эпизод
12. 1965 — Ромео, мой сосед — Шура
13. 1966 — Когда играет клавесин (короткометражный фильм) — продавщица галстуков
14. 1967 — Крепкий орешек — пленная лётчица
15. 1967 — Разбудите Мухина! — Наталья Гончарова / студентка
16. 1969 — Взрыв после полуночи — Дуська
17. 1969 — Родом отсюда  — Волька
18. 1969 — Посол Советского Союза
19. 1969 — Гори, гори, моя звезда — жена штабс-капитана
20. 1970 — Бег — модистка
21. 1971 — Ехали в трамвае Ильф и Петров — медсестра
22. 1973 — По собственному желанию — эпизод
23. 1973 — Нейлон 100 % — Катя (в титрах — Микаэлла Дроздовская)
24. 1975 — Принимаю на себя
25. 1975 — Путешествие миссис Шелтон — Наташа Гай-Гаевская
26. 1975 — Соло для слона с оркестром — мама двух дочек
27. 1975 — Весна двадцать девятого — переводчица
28. 1976 — Легенда о Тиле — вдова убитого оборотнем
29. 1977 — Мимино — Тося, жена Папишвили
30. 1977 — Открытая книга — Авдотья Никоновна
31. 1981 — Пишите письма — Лина, директор дворца культуры — главная роль

### Телеспектакли
- 1972 — Будденброки — Герда Будденброк
- 1976 — Мартин Иден — миссис Морз

## Дублирование фильмов
- 1965 — Гром небесный — Симона Лебуше
- 1965 — Бей первым, Фреди! — Соня
- 1967 — Где третий король? — Щенсняк
- 1967 — Оскар — Жаклин, внебрачная дочь Бертрана
- 1967 — Девушки из Рошфора — Соланж
- 1968 — Галилео Галилей — дочь Галилея
- 1972 — Старая дева — служанка